# Џеронимо Стилтон (ТВ серија)
Џеронимо Стилтон (енгл. Geronimo Stilton) је италијанско-америчко-француска цртана серија, направљена по истоименој књизи ауторке Елизабет Дами. У Србији, Хрватској, Црној Гори, Босни и Херцеговини и Северној Македонији се од 2009. приказује на каналу Минимакс, синхронизована на српски језик. Синхронизацију прве сезоне радио је студио Суперсоник, а друге и треће студио Студио.

## Радња
Џеронимо Стилтон је миш који са породицом живи у граду Нови Мишоград. Он је угледан новинар „Глодарског листа”. Иако настоји да води миран живот, свакодневно је ангажован на решавању разних мистериозних случајева што му помаже да одржи репутацију најбољег новинара. Уз помоћ братанца Бенџамина, брата од стрица Траполе, млађе сестре Тее и Бенџаминове другарице Пандоре, Џеронимо успева да разреши мистерије и одржи свој углед. Међутим, ту су новинари из „Пацовског гласника”, који се труде да му покваре планове и украду ексклузивне вести...

## Ликови
- Џеронимо Стилтон је главни уредник „Глодарског листа”. Један је од најпознатијих новинара у граду.
- Бенџамин Стилтон је Џеронимов братанац. Весео је и понекад нестрпљив. Много воли рачунаре и спорт, а нарочито скејтборд.
- Теа Стилтон је Џеронимова млађа сестра, потпуно различита од њега. Она је дописник.
- Трапола Стилтон је Џеронимов брат од стрица. Трап не ради у „Глодарском листу”, али путује са Џеронимом.
- Пандора Воц је Бенџаминова најбоља другарица. Воли авантуре и по томе личи на Теу.
- Сали Ретмаузен је власница „Пацовског гласника” и Џеронимова конкуренткиња.
- Сајмон Сквилер ради са Сали у „Пацовском гласнику” и за њу обавља све послове.
- Вилијам Шортпос је Џеронимов деда који га увек тера на нове авантуре.

## Улоге
| Име лика                         | Глас             | Српска синхронизација                          |
| -------------------------------- | ---------------- | ---------------------------------------------- |
| Џеронимо Стилтон/ Сајмон Сквилер | Брајан Драмонд   | Марко Марковић                                 |
| Теа Стилтон                      | Сара Едмондсон   | Андријана Оливерић                             |
| Трап Стилтон                     | Ричард Ијан Кокс | Милан Тубић                                    |
| Бенџамин Стилтон                 | Epин Метјуз      | Снежана Јеремић Нешковић                       |
| Пандора Воц                      | Моника Стори     | Дорис Милошевић (С2) Татјана Димитријевић (С3) |
| Сали Размишен                    | Патриша Дрејк    | Александра Ширкић                              |
| Вилијам Шортпос                  | Скот МакНејл     | Марко Мрђеновић                                |

## Цитати
| „ | Можемо ли о овоме да поразговарамо уз шољу чаја? - Џеронимо Стилтон. | ” |

| „ | Чедерастично! - Џеронимо Стилтон. | ” |

## Епизоде
Списак епизода прве сезоне.
| 1.  | Операција Шуфонгфонг      | 2.  | То је моја ексклузива      |
| 3.  | Престани са глуматањем    | 4.  | Безимена мумија            |
| 5.  | Бери Бркоња               | 6.  | Склањај шапе               |
| 7.  | Одлазак у кинеску четврт  | 8.  | Хипно тик-так              |
| 9.  | Маскирани Пацов-џицуисти  | 10. | Благо Црног Пацова         |
| 11. | Сплетке у Глодар Експресу | 12. | Кућа будућности            |
| 13. | Пријављено као нестало    | 14. | Драгуљ банда               |
| 15. | Чишчење                   | 16. | Господин и госпођа Венчани |
| 17. | Топ модел Теа             | 18. | Напад на убице китова      |
| 19. | Потрага за сиром          | 20. | Глуми... Џеронимо!         |
| 21. | Правила игрице            | 22. | Супер алигатор             |
| 23. | Лоша срећа тима Сираж     | 24. | Језиви замак               |
| 25. | Паметница                 | 26. | Прича о чају               |

Списак епизода друге сезоне.
| 1.  | Пацовко Беснић                  | 2.  | Велика авантура желе бомбона           |
| 3.  | Крв није вода                   | 4.  | Морски пацови                          |
| 5.  | Нова формула                    | 6.  | Храм Змајевог уздаха                   |
| 7.  | Језиви каубој из Јаруге Кактуса | 8.  | Смарагдни ковчег                       |
| 9.  | Шонси и тајни сир               | 10. | Праисторијски миш                      |
| 11. | Кажи птичица                    | 12. | Миш сирена                             |
| 13. | Лорд трап                       | 14. | Легенда о Великопрстом                 |
| 15. | Нестанак Нелсона Дремимиша      | 16. | Чејс Трејлор и Златни Глодар           |
| 17. | Невероватни Смањени Стилтонови  | 18. | Дино-Мишеви                            |
| 19. | Друшкане, где је моја ајкула?   | 20. | На северном Полу                       |
| 21. | Фонтана младости                | 22. | Повратак у Дођо                        |
| 23. | Магични мишеви                  | 24. | Када бих могао да причам са животињама |
| 25. | Кратка веридба                  | 26. | Неодољива Дива                         |

Списак епизода треће сезоне.
| 1.  | Ван Мислинг                | 2.  | Џеронимо против мишодлака |
| 3.  | Драгуљ у пустињи           | 4.  | Трап у невољи             |
| 5.  | Велики сан                 | 6.  | Замена                    |
| 7.  | Птичурина са балкона       | 8.  | Сирогриз                  |
| 9.  | Вештица из глибаве мочваре | 10. | Светла у пустињи          |
| 11. | Краљеви чувари             | 12. | Легенда острва Марципана  |
| 13. | Нестали клован             | 14. | Вулкан                    |
| 15. | Зимска мишијада            | 16. | Сабља клана мишитомо      |
| 17. | Жирафа се враћа кући       | 18. | Изгубљени у свемиру       |
| 19. | Крадљивац лажних зуба      | 20. | Виртуелни одмор           |
| 21. | Украдена статуа            | 22. | Истеривачи духова         |
| 23. | Острво манџеко             | 24. | Трапави бејбиситер        |
| 25. | Том, камера, акција        | 26. | Видео игра                |

## Разлике између серије и књиге
- У серији Џеронимо не носи наочаре.
- Бенџамин у серији има 12 година, а у књизи 9.
- Презимена Сали и Пандоре су другачија у књизи.
- У серији је назив новина у којима Џеронимо ради “Глодарски лист”, а у књизи “Мишје новости”.

## Међународни емитери
| Држава      | ТВ Канал                 |
| ----------- | ------------------------ |
| Србија      | Минимакс (Србија)        |
| Словенија   | Минимакс (Словенија)     |
| Мађарска    | Минимакс (Мађарска)      |
| Румунија    | Минимакс (Румунија)      |
| Чешка       | Минимакс (Чешка)         |
| Италија     | Rai 2                    |
| Белгија     | Никелодион (Фландрија)   |
| Холандија   | Никелодион (Холандија)   |
| Шпанија     | Картун нетворк (Шпанија) |
| Португалија | RTP 2 Canal Panda        |
| Француска   | TV M6                    |
| Шведска     | Никелодион (Шведска)     |
| Финска      | MTV 3                    |
| Норвешка    | TV2                      |
| Данска      | Никелодион (Данска)      |
| Летонија    | LTV                      |
| Пољска      | TVN Style                |
| Канада      | CBC                      |
| Аустралија  | ABC1 ABC3                |
| Индија      | Chutti TV                |
| Индонезија  | Antv                     |
| Сирија      | Spacetoon                |
| Сингапур    | Media Corp.              |
| Тајланд     | True Vision              |
| Катар       | JeemTV                   |
| Немачка     | Das Erste KiKA           |
| Албанија    | Çufo TV                  |

## Занимљивости
- Траполино име на италијанском значи клопка.
- Само две епизоде су прављене по књизи.